# Dai Xiaoxiang
Dai Xiaoxiang (15 de dezembro de 1990, China) é um arqueiro chinês.

## Olimpíadas
Nos 2012, em Londres conseguiu uma medalha de bronze nas provas individuais e um sétimo lugar por equipes.